# Perttu Kivilaakso
Perttu Kullervo Kivilaakso (Helsinki, 11 maggio 1978) è un violoncellista finlandese, componente del gruppo musicale Apocalyptica.

## Biografia
Perttu è nato e cresciuto a Helsinki e suona dall'età di 5 anni (ha scelto il violoncello perché suo padre è un violoncellista); si è diplomato all'Accademia Sibelius. Ha vinto il terzo premio in uno dei più prestigiosi concorsi internazionali di violoncello, il Concorso "Paulo" di Helsinki, nel 1996.
Perttu ha sostituito negli Apocalyptica Antero Manninen, che ha lasciato la band per continuare la propria carriera in un'orchestra.
Avrebbe potuto entrare a far parte della band molto prima, già all'età di 16 anni, ma gli altri membri hanno pensato che questo avrebbe potuto nuocere al suo sviluppo di musicista classico.
È stato ed è tuttora musicista nell'Orchestra filarmonica di Helsinki, in cui suona il violoncello anche suo padre Juhani Kivilaakso.
Perttu ha composto i brani Conclusion, Resurrection, Pandemonium, Delusion e Perdition dell'album Reflections Revised, Farewell, Betrayal/Forgivness e Fatal Error per l'album Apocalyptica (2005), e Lies nell'album Worlds Collide.